# Battista Padovan
Battista Padovan (Busto Arsizio, 1º settembre 1911 – ...) è stato un calciatore italiano, di ruolo difensore.

## Carriera
Debutta in Serie B nella stagione 1932-1933 con il Legnano disputando, prima della retrocessione in Serie C avvenuta nel 1935, tre campionati cadetti per un totale di 69 presenze e 3 gol.
Nel 1936 passa alla Pro Patria, con cui gioca per tre anni in Serie C; nel dopoguerra milita nel Gravellona Toce.